# Ryska posten
För andra betydelser, se Ryska posten (olika betydelser).
Ryska posten är en sällskapslek som riktar sig till barn från cirka 10 år och uppåt. Den går ut på att en brevbärare från ryska posten ska dela ut post till en okänd mottagare, och posten är i själva verket någon form av kroppsberöring.

## Grundregler
En brevbärare och en lekledare utses. Brevbäraren går ut ur rummet och knackar på dörren. Lekledaren frågar vem det är och brevbäraren svarar att det är ryska posten. Lekledaren frågar om posten är till "den", "honom" eller "henne" och pekar på en av deltagarna i rummet. Brevbäraren måste då svara ja eller nej, utan att veta vem lekledaren pekar på. Svarar brevbäraren "nej" pekar lekledaren på en annan deltagare och så fortsätter det tills brevbäraren svarar "ja". Då frågar lekledaren om det är "handtag" (handskakning), "famntag" (kram), "klapp" eller "kyss" som ska delas ut. När brevbäraren valt ett av alternativen och svarat får den öppna dörren och komma in i rummet för att "dela ut posten" till den förvalda deltagaren. Nästa omgång är det mottagarens tur att vara brevbärare.

## Varianter
Nyare tillägg att välja mellan förekommer, såsom hångel, långtradare (lång kyss) och så vidare.
Deltagarna kan delas in i pojk- och flicklag.

## Populärkultur
- I Anders Jacobssons och Sören Olssons Självklart, Sune från 1986, leker Sune och hans vänner leken när Sune har party hemma hos sig.[1] 1992 släpptes även brädspelet Sune och ryska posten.[2][3]